# Park Dae-han (cầu thủ bóng đá, sinh 1991)
Đây là một tên người Triều Tiên, họ là Park.
Park Dae-han (tiếng Hàn: 박대한; sinh ngày 1 tháng 5 năm 1991) là một cầu thủ bóng đá Hàn Quốc thi đấu ở vị trí hậu vệ cho Jeonnam Dragons.

## Sự nghiệp
Park Dae-han gia nhập đội bóng tại K League 2 Gangwon FC sau khi thử việc vào tháng 2 năm 2014.